# Jonathan Marray
Jonathan Marray (Liverpool, 10 maart 1981) is een Britse tennisser. Hij heeft één Grand Slam in het dubbelspel gewonnen.Daarnaast won hij nog twee ATP-toernooi in het dubbelspel. Hij stond vijf keer in een finale van een ATP-toernooi, en dit in het dubbelspel. Daarnaast heeft hij nog eens negentien challengers in het dubbelspel op zijn naam staan.

## Jaarverslag 2012
Marray nam samen met Frederik Nielsen via een wildcard deel aan Wimbledon. Ze versloegen het als 9e geplaatste koppel Marcel Granollers/Marc López en het als 8e geplaatste koppel Aisam-ul-Haq Qureshi/Jean-Julien Rojer. In de halve finale versloegen ze de titelverdedigers, Bob Bryan en Mike Bryan. Marray was de eerste Britse tennisser sinds 1960 die daar de finale bereikte in het dubbelspel. In de finale versloegen ze Robert Lindstedt en Horia Tecău, en hij werd toen de eerste Brit sinds 1936 die daar de finale won in het dubbelspel. Hij droeg gedurende het hele toernooi slechts één T-shirts, die hij na elke match waste.

## Palmares dubbelspel
| Legenda                       | Legenda               |
| ----------------------------- | --------------------- |
| Grand Slam                    |                       |
| Olympische Spelen             |                       |
| tot 2009                      | vanaf 2009            |
| Tennis Masters Cup            | ATP Finals            |
| ATP Masters Series            | ATP Tour Masters 1000 |
| ATP International Series Gold | ATP Tour 500          |
| ATP International Series      | ATP Tour 250          |

| Nr.                          | Datum             | Toernooi            | Ondergrond    | Partner              | Tegenstanders in finale                 | Score                     |         |
| ---------------------------- | ----------------- | ------------------- | ------------- | -------------------- | --------------------------------------- | ------------------------- | ------- |
| gewonnen finales herendubbel |                   |                     |               |                      |                                         |                           |         |
| 1.                           | 7 juli 2012       | Wimbledon           | Gras          | Frederik Nielsen     | Robert Lindstedt Horia Tecău            | 4-6, 6-4, 7-65, 65-7, 6-3 | details |
| 2.                           | 11 januari 2015   | ATP Chennai         | Hardcourt     | Lu Yen-hsun          | Raven Klaasen Leander Paes              | 6-3, 7-6(4)               | details |
| 3.                           | 13 juli 2015      | ATP Newport         | Gras          | Aisam-ul-Haq Qureshi | Nicholas Monroe Mate Pavić              | 4-6, 6-3, [10-8]          | details |
| verloren finales herendubbel |                   |                     |               |                      |                                         |                           |         |
| 1.                           | 17 juni 2013      | ATP Eastbourne      | Gras          | Colin Fleming        | Alexander Peya Bruno Soares             | 6-3, 3-6, [8-10]          | details |
| 2.                           | 28 juli 2013      | ATP Atlanta         | Hardcourt     | Colin Fleming        | Édouard Roger-Vasselin Igor Sijsling    | 6-7(6), 3-6               | details |
| 3.                           | 23 februari 2014  | ATP Marseille       | Hardcourt (i) | Paul Hanley          | Julien Benneteau Édouard Roger-Vasselin | 6-4, 6-7(6), [11-13]      | details |
| 4.                           | 22 februari 2015  | ATP Marseille       | Hardcourt (i) | Colin Fleming        | Marin Draganja Henri Kontinen           | 4-6, 6-3, [8-10]          | details |
| 5.                           | 11 juli 2016      | ATP Newport         | Gras          | Adil Shamasdin       | Chris Guccione Samuel Groth             | 4-6, 3-6                  | details |
| Gewonnen challengers         |                   |                     |               |                      |                                         |                           |         |
| 1.                           | 24 januari 2005   | Wrexham             | Hardcourt (i) | Mark Hilton          | Tuomas Ketola Frederik Nielsen          | 6-3, 6-2                  |         |
| 2.                           | 18 april 2005     | Nottingham          | Hardcourt     | Mark Hilton          | Mustafa Ghouse Harsh Mankad             | 6-4, 3-6, 6-3             |         |
| 3.                           | 11 juli 2005      | Manchester          | Gras          | Mark Hilton          | James Auckland Daniel Kiernan           | 6-3, 6-2                  |         |
| 4.                           | 6 maart 2006      | Kioto               | Tapijt (i)    | Alun Jones           | Prakash Amritraj Rohan Bopanna          | 6-4, 3-6, [14-12]         |         |
| 5.                           | 24 juli 2006      | Nottingham          | Gras          | Martin Lee           | Joshua Goodall Ross Hutchins            | 3-6, 6-3, [10-3]          |         |
| 6.                           | 14 augustus 2006  | Graz                | Hardcourt     | Ross Hutchins        | James Auckland Jamie Delgado            | 65-7, 6-4, [15-13]        |         |
| 7.                           | 13 juli 2009      | Manchester          | Gras          | Joshua Goodall       | Colin Fleming Ken Skupski               | 61-7, 6-3, [11-9]         |         |
| 8.                           | 7 september 2009  | Alphen aan den Rijn | Gravel        | Jamie Murray         | Sergej Boebka Serhij Stachovsky         | 6-1, 6-4                  |         |
| 9.                           | 2 november 2009   | Astana              | Hardcourt (i) | Jamie Murray         | David Martin Rogier Wassen              | 4-6, 6-3, [10-5]          |         |
| 10.                          | 11 januari 2010   | Salinas             | Hardcourt     | Jamie Murray         | Sanchai Ratiwatana Sonchat Ratiwatana   | 6-3, 6-4                  |         |
| 11.                          | 8 februari 2010   | Bergamo             | Hardcourt (i) | Jamie Murray         | Karol Beck Jiří Krkoška                 | 6-1, 62-7, [10-8]         |         |
| 12.                          | 24 januari 2011   | Heilbronn           | Hardcourt (i) | Jamie Delgado        | Frank Moser David Škoch                 | 6-1, 6-4                  |         |
| 13.                          | 7 maart 2011      | Sarajevo            | Hardcourt (i) | Jamie Delgado        | Yves Allegro Andreas Beck               | 7-64, 6-2                 |         |
| 14.                          | 21 maart 2011     | Bath                | Hardcourt (i) | Jamie Delgado        | Yves Allegro Andreas Beck               | 6-3, 6-4                  |         |
| 15.                          | 9 mei 2011        | Bordeaux            | Gravel        | Jamie Delgado        | Julien Benneteau Nicolas Mahut          | 7-5, 6-3                  |         |
| 16.                          | 7 november 2011   | Loughborough        | Hardcourt (i) | Jamie Delgado        | Sam Barry Daniel Glancy                 | 6-2, 6-2                  |         |
| 17.                          | 12 maart 2012     | Sarajevo            | Hardcourt (i) | Dustin Brown         | Michal Mertiňák Igor Zelenay            | 7-62, 2-6, [11-9]         |         |
| 18.                          | 16 april 2012     | Rome                | Gravel        | Dustin Brown         | Andrei Dăescu Florin Mergea             | 6-4, 7-60                 |         |
| 19.                          | 14 september 2014 | Istanboel           | Hardcourt     | Colin Fleming        | Jordan Kerr Fabrice Martin              | 6-4, 2-6, [10-8]          |         |

## Resultaten grandslamtoernooien
| Legenda | Legenda                          |
| ------- | -------------------------------- |
| g.t.    | geen toernooi gehouden           |
| l.c.    | lagere categorie                 |
| –       | niet deelgenomen                 |
| G       | uitgeschakeld in de groepsfase   |
| 1R      | uitgeschakeld in de eerste ronde |
| 2R      | uitgeschakeld in de tweede ronde |
| 3R      | uitgeschakeld in de derde ronde  |
| 4R      | uitgeschakeld in de vierde ronde |
| KF      | uitgeschakeld in de kwartfinale  |
| HF      | uitgeschakeld in de halve finale |
| F       | de finale verloren               |
| W       | het toernooi gewonnen            |
| w-v     | winst/verlies-balans             |

### Enkelspel
| Grandslamtoernooien   |     |               |               |        |
| Australian Open       | –   | –             | –             | 0-0    |
| Roland Garros         | –   | –             | –             | 0-0    |
| Wimbledon             | 1R  | 1R            | 1R            | 0-3    |
| US Open               | –   | –             | –             | 0-0    |
| Winst-verlies         | 0–1 | 0–1           | 0-1           | 0-3    |
| ATP World Tour Finals |     |               |               |        |
| ATP World Tour Finals | –   | –             | –             | 0-0    |
| Olympische Spelen     |     |               |               |        |
| Olympische Spelen     | –   | geen toernooi | geen toernooi | 0-0    |
| Statistieken          |     |               |               |        |
| Totaal aantal titels  | 0   | 0             | 0             | 0      |
| Totaal winst-verlies  | 3-3 | 1-2           | 0-1           | 4-8    |
| Eindejaarsranking     | 256 | 262           | 252           | n.v.t. |

### Mannendubbelspel
| Grandslamtoernooien   |                   |                   |                   |                   |                   |                   |                   |                 |                 |                 |                 |                 |                 |                 |                 |        |
| Australian Open       | –                 | –                 | –                 | –                 | –                 | –                 | –                 | –               | –               | –               | 1R              | 2R              | 1R              | 1R              | 1R              | 1-5    |
| Roland Garros         | –                 | –                 | –                 | –                 | –                 | –                 | –                 | –               | 1R              | –               | 1R              | 1R              | –               | 1R              | –               | 0-4    |
| Wimbledon             | 1R                | 1R                | 1R                | 2R                | 1R                | 3R                | 1R                | 3R              | 1R              | 2R              | W               | 3R              | 2R              | 3R              | KF              | 20-14  |
| US Open               | –                 | –                 | –                 | –                 | –                 | –                 | –                 | –               | –               | 3R              | 2R              | KF              | 1R              | 2R              | –               | 6-5    |
| Winst-verlies         | 0–1               | 0–1               | 0-1               | 1–1               | 0–1               | 2–1               | 0–1               | 2–1             | 0–2             | 3-2             | 7-3             | 6-4             | 1-3             | 3-4             | 3-2             | 28-28  |
| ATP World Tour Finals |                   |                   |                   |                   |                   |                   |                   |                 |                 |                 |                 |                 |                 |                 |                 |        |
| ATP World Tour Finals | –                 | –                 | –                 | –                 | –                 | –                 | –                 | –               | –               | –               | HF              | –               | –               | –               | –               | 2-2    |
| ATP Masters 1000      |                   |                   |                   |                   |                   |                   |                   |                 |                 |                 |                 |                 |                 |                 |                 |        |
| Indian Wells          | –                 | –                 | –                 | –                 | –                 | –                 | –                 | –               | –               | –               | –               | –               | 2R              | –               | –               | 1-1    |
| Miami                 | –                 | –                 | –                 | –                 | –                 | –                 | –                 | –               | –               | –               | –               | 1R              | 2R              | –               | –               | 1-2    |
| Monte Carlo           | –                 | –                 | –                 | –                 | –                 | –                 | –                 | –               | –               | –               | –               | 2R              | –               | –               | –               | 1-1    |
| Rome                  | –                 | –                 | –                 | –                 | –                 | –                 | –                 | –               | –               | –               | –               | 2R              | –               | –               | –               | 1-1    |
| Hamburg               | –                 | –                 | –                 | –                 | –                 | –                 | –                 | lager categorie | lager categorie | lager categorie | lager categorie | lager categorie | lager categorie | lager categorie | lager categorie | 0–0    |
| Madrid                | –                 | –                 | –                 | –                 | –                 | –                 | –                 | –               | –               | –               | –               | –               | –               | –               | –               | 0-0    |
| Montreal/Toronto      | –                 | –                 | –                 | –                 | –                 | –                 | –                 | –               | –               | –               | 1R              | –               | –               | –               | –               | 0–1    |
| Cincinnati            | –                 | –                 | –                 | –                 | –                 | –                 | –                 | –               | –               | –               | 1R              | –               | –               | –               | –               | 0-1    |
| Sjanghai              | geen Masters 1000 | geen Masters 1000 | geen Masters 1000 | geen Masters 1000 | geen Masters 1000 | geen Masters 1000 | geen Masters 1000 | –               | –               | –               | 2R              | 2R              | –               | –               | –               | 2-2    |
| Parijs                | –                 | –                 | –                 | –                 | –                 | –                 | –                 | –               | –               | –               | HF              | 1R              | –               | –               | –               | 3-2    |
| Olympische Spelen     |                   |                   |                   |                   |                   |                   |                   |                 |                 |                 |                 |                 |                 |                 |                 |        |
| Olympische Spelen     | geen toernooi     | geen toernooi     | –                 | geen toernooi     | geen toernooi     | geen toernooi     | –                 | geen toernooi   | geen toernooi   | geen toernooi   | –               | geen toernooi   | geen toernooi   | geen toernooi   | –               | 0-0    |
| Statistieken          |                   |                   |                   |                   |                   |                   |                   |                 |                 |                 |                 |                 |                 |                 |                 |        |
| Totaal aantal titels  | 0                 | 0                 | 0                 | 0                 | 0                 | 0                 | 0                 | 0               | 0               | 0               | 1               | 0               | 0               | 2               | 0               | 3      |
| Totaal winst-verlies  | 0-1               | 1-2               | 0-3               | 1-3               | 0-1               | 2-2               | 0-1               | 2-1             | 1-8             | 3-8             | 19-21           | 26-22           | 12-17           | 19-17           | 12-14           | 96-120 |
| Eindejaarsranking     | 201               | 251               | 189               | 169               | 173               | 319               | 494               | 92              | 112             | 86              | 17              | 41              | 76              | 53              | 93              | n.v.t. |